# Bazylika San Salvatore w Brescii
Bazylika San Salvatore w Brescii wł. Basilica di San Salvatore jest jednym z najważniejszych zachowanych zabytków wczesnośredniowiecznej architektury sakralnej. Znajduje się na liście światowego dziedzictwa UNESCO jako jedno z siedmiu miejsc kategorii: Longobardowie we Włoszech. Ośrodki władzy, 568 – 774 n.e. Bazylika tworzy jeden kompleks architektoniczny z sąsiednim klasztorem Santa Giulia.
Król Dezyderiusz w 753 założył klasztor żeński, poświęcając go Zbawicielowi (San Salvatore), a następnie umieścił w nim szczątki męczennicy św. Julii. Kościół i klasztor miały być symbolem dynastycznej potęgi Longobardów. Dzwonnica została wzniesiona około 1300. W XIV wieku dobudowano kaplice od strony północnej. Fasada została rozebrana w 1466, aby na wyższym poziomie zbudować chór dla sióstr (obecnie przyłączony do kościoła Santa Giulia), którego dolne piętro stanowi atrium San Salvatore.
Badania, przeprowadzone wewnątrz budynku, uwidoczniły nie tylko część jego oryginalnych ścian, ale także pozostałości rzymskiego domu poniżej (I–IV wiek n.e.), niektóre konstrukcje nawiązujące do pierwszego okresu longobardzkiego (568–650) i fundamenty starszego kościoła, teraz częściowo widoczne. Wewnątrz, dwa rzędy kolumn różnego pochodzenia (niektóre z rzymskich budynków), zakończone są niezwykłymi głowicami, dwie typu Rawenna (VI wiek). Pozostały fragmenty fresków i dekoracji sztukatorskich z okresu karolińskiego (IX wiek). Na kontrfasadzie i w kaplicy znajdują się freski z XVI wieku.
W 1798 kościół i klasztor desakralizowano, w 1882 przekształcono w muzeum, a w 2011 wpisano na listę światowego dziedzictwa UNESCO.